# V726 Возничего
V726 Возничего (лат. V726 Aurigae) — двойная затменная переменная звезда типа W Большой Медведицы (EW) в созвездии Возничего на расстоянии приблизительно 3223 световых лет (около 988 парсеков) от Солнца. Видимая звёздная величина звезды — от +14,65m до +14,15m. Орбитальный период — около 0,3535 суток (8,4835 часов).

## Характеристики
Первый компонент — жёлто-белая звезда спектрального класса F9. Радиус — около 1,71 солнечного, светимость — около 1,605 солнечной. Эффективная температура — около 4967 K.
Второй компонент — жёлто-белая звезда спектрального класса F.